# Argente
Argente è un comune spagnolo di 198 abitanti situato nella comunità autonoma dell'Aragona.